# Zeev Berlinsky
Zeev Berlinsky (Alternativname: Ze’ev Berlinski) war ein israelischer Filmschauspieler, der in den 1960er Jahren auch in verschiedenen deutschen Filmen wie den Dr. Mabuse-Verfilmungen auftrat.

## Leben
Berlinsky gab sein Filmdebüt 1961 in einer Nebenrolle in dem Baruch Dienar inszenierten israelischen Film Es waren zehn (Originaltitel: Hem Hayu Asarah), in dem Ninette Dinar, Oded Teomi und Leo Filler die Hauptrollen spielten. Seinen ersten Auftritt in einem deutschen Film hatte er 1961 in der Dr. Mabuse-Verfilmung Im Stahlnetz des Dr. Mabuse von Harald Reinl mit Gert Fröbe, Lex Barker und Daliah Lavi, in denen er die Nebenrolle des „Mann mit dem Holzbein“ spielte. 1962 spielte er in dem unter der Regie von Werner Klingler entstandenen Kriminalfilm Das Geheimnis der schwarzen Koffer mit Joachim Hansen, Senta Berger und Hans Reiser in den Hauptrollen, die Nebenrolle des „Garnett“. In dem 1962 ebenfalls von Harald Reinl inszenierten Film Die unsichtbaren Krallen des Dr. Mabuse mit Lex Barker, Karin Dor und Siegfried Lowitz trat er erneut in einer Nebenrolle als „Mann im Leichenschauhaus“ auf. Eine weitere Nebenrolle spielte er als „Gulliver“ in Das Testament des Dr. Mabuse (1962) von Werner Klingler mit Gert Fröbe, Senta Berger und Helmut Schmid. 1963 spielte er in der Edgar-Wallace-Verfilmung Der Fluch der gelben Schlange von Franz Josef Gottlieb mit den Hauptdarstellern Joachim Fuchsberger, Brigitte Grothum und Pinkas Braun eine Nebenrolle als „Straßenkehrer“
In dem 1965 von Menahem Golan inszenierten deutsch-israelischen Film Einer spielt falsch mit Audie Murphy, Marianne Koch und George Sanders trat er in der Rolle des „Benz“ auf. In der 1966 unter der Regie von Alfred Vohrer entstandenen Filmkomödie Lange Beine – lange Finger mit Senta Berger, Joachim Fuchsberger und Martin Held stellte er den „Diamantenhehler Snapper“ dar. Zuletzt war er 1984 als „Ze’ev Berlinski“ in dem israelischen Film Sapar Nashim von Ze'ev Revach mit Gabi Amrani, Alik Arma und Tikva Aziz zu sehen.

## Filmografie (Auswahl)
- 1961: Es waren zehn
- 1961: Im Stahlnetz des Dr. Mabuse
- 1962: Das Geheimnis der schwarzen Koffer
- 1962: Die unsichtbaren Krallen des Dr. Mabuse
- 1962: Das Testament des Dr. Mabuse
- 1963: Der Fluch der gelben Schlange
- 1964: Abenteuerliche Geschichten: Flucht in den Tod (Fernsehserie)
- 1966: Einer spielt falsch (Trunk to Cairo)
- 1966: Lange Beine – lange Finger
- 1974: Begrabt die Wölfe in der Schlucht (Billy Two Hats)
- 1979: Jesus
- 1981: Die Pinups und ein heißer Typ
- 1984: Sapar Nashim